# Kreisgericht Halberstadt (Preußen)
Das Kreisgericht Halberstadt war ein preußisches Kreisgericht in der preußischen Provinz Sachsen mit Sitz in Halberstadt.

## Geschichte
Im Jahre 1849 wurden in Preußen einheitlich Kreisgerichte geschaffen. Hierbei wurde die Patrimonialgerichtsbarkeit abgeschafft und die Patrimonialgerichte wurden aufgehoben. Diese und die staatlichen Gerichte wurden aufgehoben und es entstand das Königliche Kreisgericht Halberstadt. Es umfasste die Landkreise Halberstadt, Oschersleben und Wernigerode. Zuständiges Appellationsgericht war das Appellationsgericht Halberstadt. Gerichtsdeputationen, also Zweigstellen des Gerichtes, wurden zunächst in Osterwieck, Oschersleben und Wernigerode eingerichtet. Eine Gerichtskommission bestand in Gröningen. Am Gericht waren 1870 ein Direktor und 21 Kreisrichter eingesetzt. Die Zahl der Gerichtseingesessenen betrug 123.781. Am Kreisgericht Halberstadt wurden Schwurgerichtssachen des Kreisgerichts Quedlinburg verhandelt. Gerichtstage wurden in Dardesheim und Hornburg gehalten. Zum 1. Oktober 1851 wurde die Kreisgerichts-Deputation zu Oschersleben aufgelöst und durch zwei Kreisgerichtskommissionen ersetzt. Zum 1. April 1852 wurde die Kreisgerichts-Deputation zu Oschersleben aufgelöst und durch drei Kreisgerichtskommissionen ersetzt.
Im Rahmen der Reichsjustizgesetze wurde das Gerichtswesen in Deutschland 1879 vereinheitlicht. Damit wurden das Kreisgericht Halberstadt aufgehoben und das königlich preußische Amtsgericht Halberstadt mit Wirkung zum 1. Oktober 1879 als eines von acht Amtsgerichten im Bezirk des Landgerichtes Mühlhausen als Nachfolger gebildet. Auch die Gerichtsdeputation/-kommissionen wurde 1879 überwiegend in Amtsgerichte umgewandelt (Amtsgericht Osterwieck, Amtsgericht Gröningen, Amtsgericht Oschersleben und Amtsgericht Wernigerode).

## Gerichtssprengel
Dem Kreisgericht Halberstadt waren folgende Gemeinden zugeordnet: Städte Halberstadt, Derenburg und Wegeleben und die Dörfer Aspenstedt, Athenstedt, Danstedt, Emersleben, Groß Quenstedt, Harsleben, Klein Quenstedt, Langenstein, Sargstedt, Ströbeck, Wehrstedt, Anderbeck mit Wockenstedt, Dingelstedt mit Röderhof, Huysburg und Ziegenkopf, Eilenstedt, Eilsdorf, Pabstorf (preußischer Anteil), Schlanstedt, Badersleben, Groß- und Klein-Dedeleben, Huy-Neinstedt, Vogelsdorf, Adersleben und Rodersdorf.
Mit der Auflösung der Gerichtsdeputation Oschersleben 1851 kamen noch Schwanebeck, Aderstedt und Nienhagen hinzu. 1852 gab das Kreisgericht Dedeleben und Vogelsdorf an die neu gebildete Gerichtskommission Osterwieck III ab.

## Gerichtsdeputation Oschersleben
Der Sprengel der Gerichtsdeputation Oschersleben umfasste die Städte Oschersleben und Schwanebeck und die Dörfer Crottorf, Emmeringen, Günthersdorf, Hamersleben mit Neuwegersleben, Hordorf, Hornhausen, Neubrandsleben, Ottleben, Wulferstedt, Beckendorf, Gunsleben, Reindorf und Nienhagen.

### Gerichtskommission Oschersleben I
Die Gerichtskommission Oschersleben I umfasste Oschersleben, Reindorf, Neubrandsleben, Emmeringen, Günthersdorf und Hordorf.

### Gerichtskommission Oschersleben II
Die Gerichtskommission Oschersleben II umfasste Beckendorf, Crottorf, Gunsleben, Hamersleben mit Neuwegersleben, Hornhausen, Ottleben und Wulferstedt.

## Gerichtsdeputation Osterwieck
Der Sprengel der Gerichtsdeputation Osterwieck umfasste die Städte Dardesheim, Hornburg und Osterwieck und die Dörfer Abbenrode, Berßel, Bühne, Deersheim, Göddeckenrode, Hoppenstedt, Isingerode, Lüttgenrode, Osterode, Rohden, Rimbeck, Rohrsheim, Roklum, Schauen, Stötterlingen, Suderode, Veltheim, Wülperode und Zilly.

### Gerichtskommission Osterwieck I
Die Gerichtskommission Osterwieck I umfasste Osterwieck, Abbenrode, Lüttgenrode, Schauen, Berßel und Stötterlingen.

### Gerichtskommission Osterwieck II
Die Gerichtskommission Osterwieck II umfasste Hornburg, Isingerode, Göddeckenrode, Wülperode, Suderode, Hoppenstedt, Rimbeck, Bühne, Rhoden, Osterode und Veltheim.

### Gerichtskommission Osterwieck III
Die Gerichtskommission Osterwieck III umfasste Dardesheim, Zilly, Rohrsheim, Dedeleben, Vogelsdorf, Deersheim und Roklum.

## Gerichtsdeputation Wernigerode
Der Gerichtsdeputation Wernigerode waren zugeordnet: Wernigerode, Nöschenrode, Hasserode-Friedrichsthal, Darlingerode, Altenrode, Drübeck, Ilsenburg, Stapelburg, Veckenstedt, Wasserleben, Langeln, Minsleben, Silstedt, Reddeber, Schierke, Heudeber mit Mulmke.

## Gerichtskommission Gröningen
Die Gerichtskommission Gröningen umfasste die Städte Croppenstedt und Gröningen und die Dörfer Dalldorf, Deesdorf, Heteborn und Kloster Gröningen.